# Liste der Baudenkmäler in Taufkirchen (bei München)

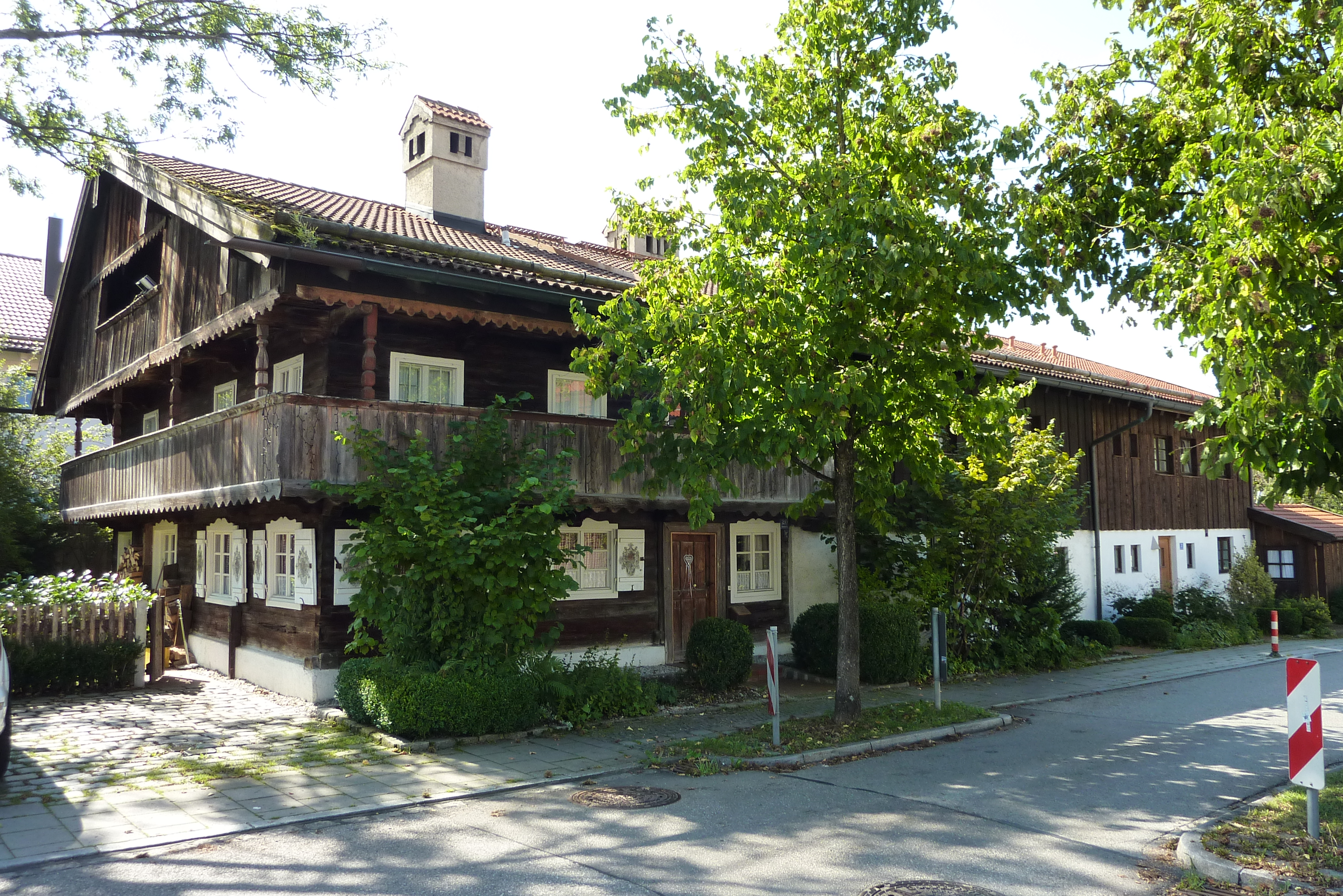
„Beim Kaindl“ in Taufkirchen

Auf dieser Seite sind die Baudenkmäler in der oberbayerischen Gemeinde Taufkirchen zusammengestellt. Diese Tabelle ist eine Teilliste der Liste der Baudenkmäler in Bayern. Grundlage ist die Bayerische Denkmalliste, die auf Basis des Bayerischen Denkmalschutzgesetzes vom 1. Oktober 1973 erstmals erstellt wurde und seither durch das Bayerische Landesamt für Denkmalpflege geführt wird. Die folgenden Angaben ersetzen nicht die rechtsverbindliche Auskunft der Denkmalschutzbehörde.

## Baudenkmäler nach Ortsteilen

### Taufkirchen
| Lage                                          | Objekt                                                                 | Beschreibung | Akten-Nr.     | Bild           |
| --------------------------------------------- | ---------------------------------------------------------------------- | --- | ------------- | -------------- |
| Am Bahnsteig 1, Am Bahnsteig (Standort)       | Ehemaliger Bahnhof Taufkirchen-Unterhaching                            | Zweigeschossiger historisierender Blankziegelbau mit Schopfwalmdach, um 1900 Nebengebäude, eingeschossiger Backsteinbau mit Satteldach, gleichzeitig Nebengebäude, erdgeschossiger Backsteinbau mit flachem Walmdach, gleichzeitig | D-1-84-145-9  | weitere Bilder |
| Hohenbrunner Weg (Ecke Dorfstraße) (Standort) | Wegkapelle                                                             | Innen halbrund geschlossener Rechteckbau mit breitem Traufgesims, bezeichnet mit „1923“ | D-1-84-145-2  | weitere Bilder |
| Hohenbrunner Weg 20 (Standort)                | Wohnteil des ehemaligen Wohnstallhauses, sogenannt Beim Kaindl         | Zweigeschossiger Blockbau mit flachem Satteldach, umlaufender Laube und verbretterter Giebellaube, 1776 | D-1-84-145-1  | weitere Bilder |
| Münchner Straße 1 (Standort)                  | Gasthaus                                                               | Zweigeschossiger verputzter Flachsatteldachbau mit profilierten Vorköpfen und seitlichem Anbau, um 1800 | D-1-84-145-3  | weitere Bilder |
| Münchener Straße 10 (Standort)                | Pfarrhaus                                                              | Zweigeschossiger Steildachbau mit rundem Steherker an der Ecke und Relief, im historisierenden Heimatstil, von Joseph Berlinger, 1909 Rundbogenportal, massiv, gleichzeitig Garage, Massivbau mit Steildach und Traufband, gleichzeitig | D-1-84-145-10 | weitere Bilder |
| Münchner Straße 12 (Standort)                 | Ehemaliger Bauernhof, sogenannt Beim Wolfschneider, jetzt Heimatmuseum | Zweigeschossige Hakenhofanlage mit flachem Satteldach und verputztem Blockbau-Wohnteil mit traufseitiger Laube, um 1800 | D-1-84-145-4  | weitere Bilder |
| Ritter-Hilprand-Straße (Standort)             | Kriegerdenkmal zur Erinnerung an den Krieg 1866 und 1870/71            | Große Gussfigur von Hygin Kiene, 1910 Über Sockel mit Gedenkinschrift für Kriege 1866, 1870/71, Ersten und Zweiten Weltkrieg, nach 1945 | D-1-84-145-11 | weitere Bilder |
| Ritter-Hilprand-Straße 1 (Standort)           | Wohnteil des ehemaligen Bauernhauses, sogenannt Beim Markl             | Zweigeschossiger Einfirsthof mit Blockbau-Obergeschoss, umlaufender Laube und verbretterter Hochlaube, Ende 18. Jahrhundert | D-1-84-145-7  | weitere Bilder |
| Ritter-Hilprand-Straße 2, 4 (Standort)        | St. Johann Baptist                                                     | Katholische Pfarrkirche, romanischer Chorturm mit Rundbogenblenden und Zahnschnitt des 13. Jahrhunderts, Langhaus und polygonalem Chor durch Michael Pröbstl 1737/38 grundlegend umgestaltet und zugleich Turm erhöht; mit Ausstattung Friedhof mit Grabdenkmälern des 19./frühen 20. Jahrhundert Friedhofsmauer, massiv Leichenhalle, kleiner Putzbau mit Seitenflügeln, im spätklassizistischen Stil, Ende 19. Jahrhundert | D-1-84-145-6  | weitere Bilder |

### Pötting
| Lage                 | Objekt                   | Beschreibung                                                                          | Akten-Nr.    | Bild           |
| -------------------- | ------------------------ | ------------------------------------------------------------------------------------- | ------------ | -------------- |
| Pötting 3 (Standort) | Hofkapelle St. Sebastian | Kleiner Putzbau mit Apsis und Portikus, modern bezeichnet mit „1867“; mit Ausstattung | D-1-84-145-8 | weitere Bilder |

## Abgegangene Baudenkmäler
In diesem Abschnitt sind Objekte aufgeführt, die früher einmal in der Denkmalliste eingetragen waren, jetzt aber nicht mehr existieren, z. B. weil sie abgebrochen wurden. Aktennummern in diesem Abschnitt sind ehemalige, jetzt nicht mehr gültige Aktennummern.
| Lage                                      | Objekt                                        | Beschreibung | Akten-Nr.     | Bild                                          |
| ----------------------------------------- | --------------------------------------------- | --- | ------------- | --------------------------------------------- |
| Taufkirchen Münchner Straße 41 (Standort) | Ehemaliges Bauernhaus, sogenannt Beim Sattler | Kleine zweigeschossige Einfirstanlage mit flachem Satteldach, Wohnteil mit Blockbau-Obergeschoss und umlaufender Laube, um 1800 Ehemaliger Stallteil, im Kern wohl 19. Jahrhundert, im 20. Jahrhundert zu Wohnzwecken ausgebaut Ehemalige Tenne, Holzständerwerk, 1. Hälfte 19. Jahrhundert, später nach Westen verlängert Am 9. März 2019 durch Brand zerstört | D-1-84-145-5  | Ehemaliges Bauernhaus, sogenannt Beim Sattler |
| Taufkirchen Tölzer Straße 1 (Standort)    | Genossenschaftsbrennerei                      | Eingeschossiger Satteldachbau mit mittigem Quergiebel über hohem Sockelgeschoss in neubarocken Formen, rückwärtig mit Anbauten und Kamin in Sichtziegelmauerwerk, 1880 errichtet Im Juli 2013 nach Einstellung der Brennerei abgebrochen | D-1-84-145-12 | BW                                            |